# Dick Schoenaker

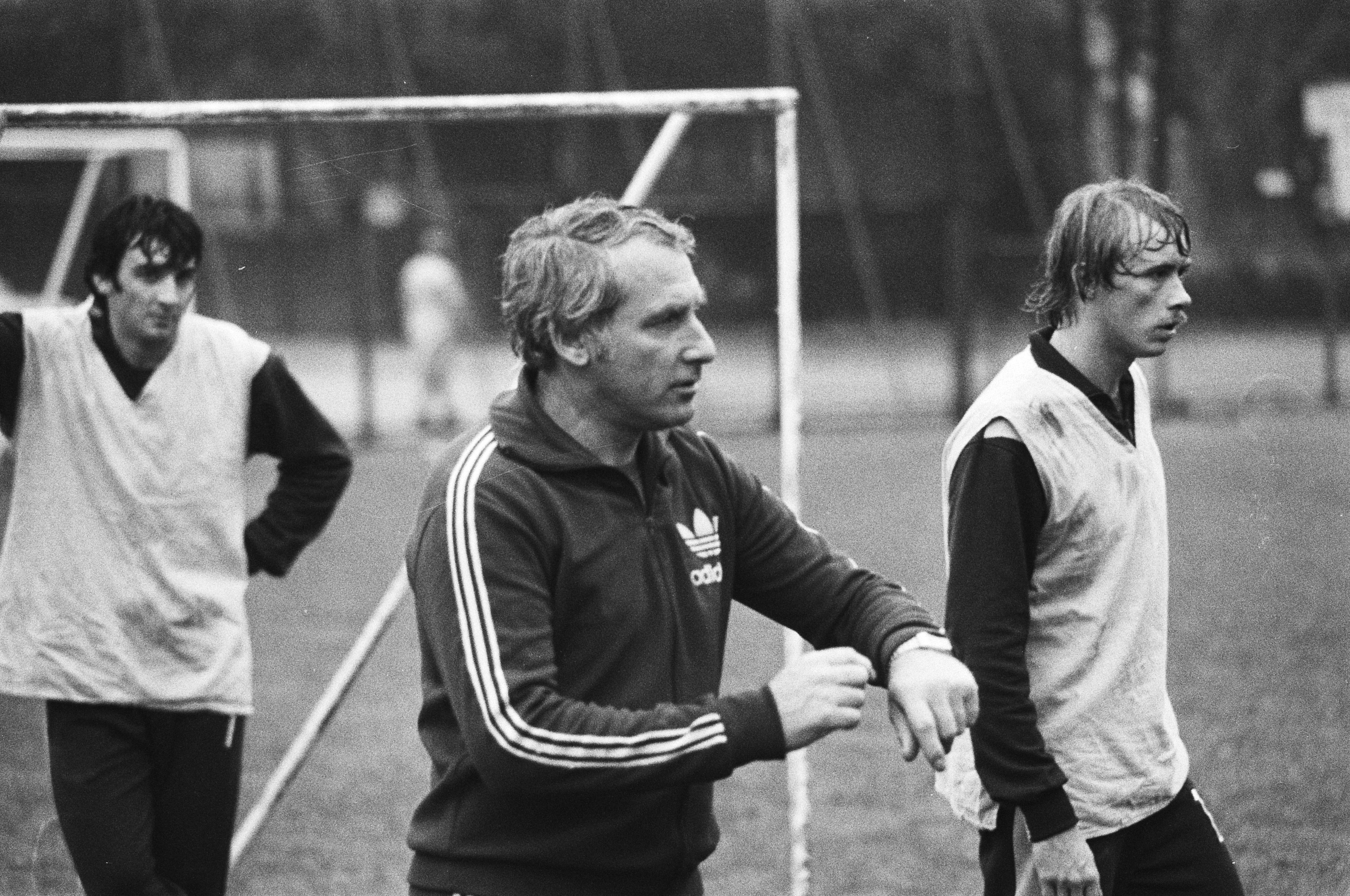
Training op 25 september 1978 voor duel Ajax-Athletic Bilbao. V.l.n.r. Ray Clarke, Cor Brom en Schoenaker

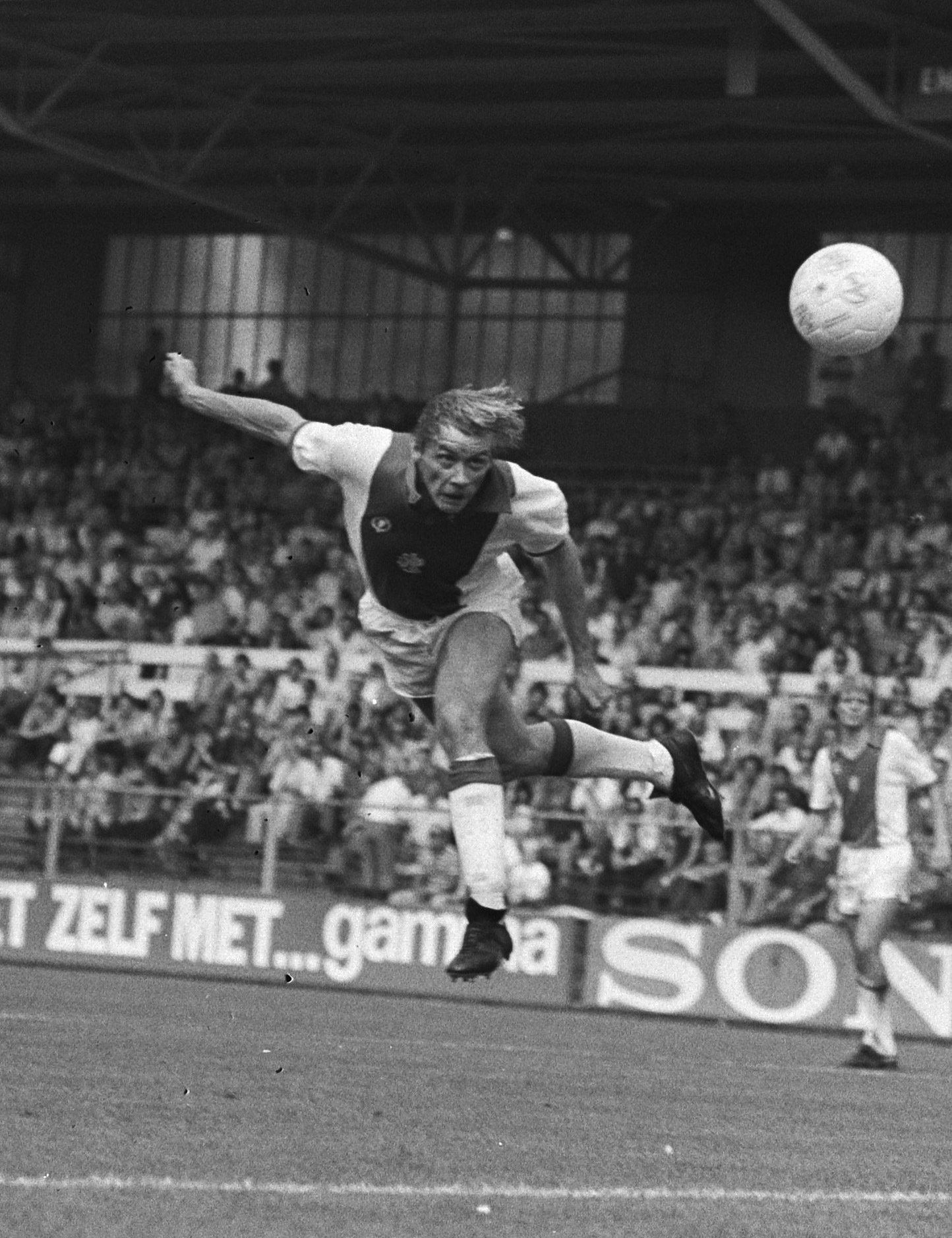
Dick Schoenaker tijdens Ajax-Haarlem op 9 september 1979

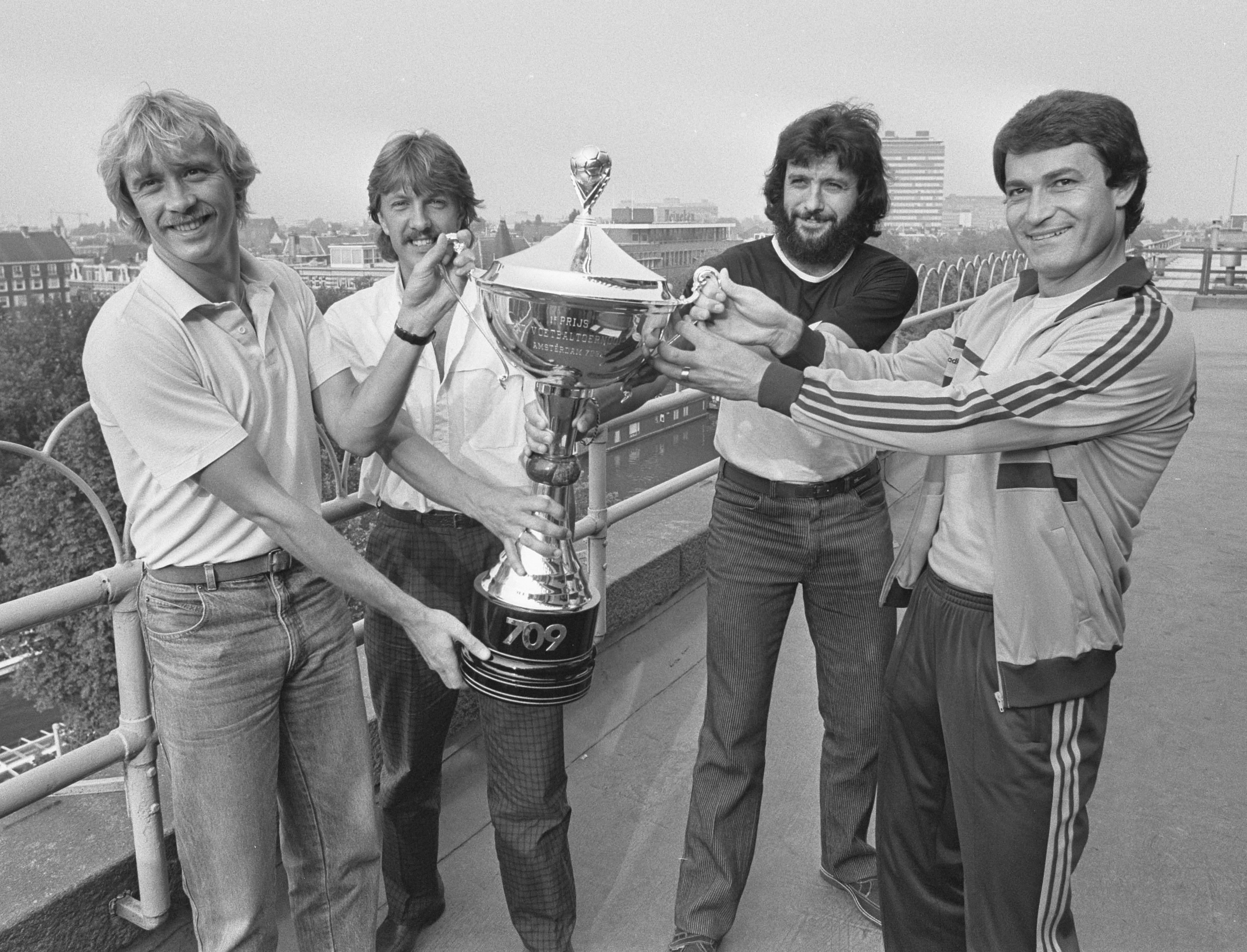
V.l.n.r. Schoenaker (Ajax), Ben Wijnstekers (Feyenoord), Walter Olivera (Clube Atlético Mineiro) en Costică Ștefănescu (Roemeens nationaal elftal); aanvoerders tijdens het Amsterdam 709-toernooi in augustus 1984. Slot voorbereiding seizoen 1984/85.

Dirk Hendrikus "Dick" Schoenaker (Ede, 30 november 1952) is een Nederlands voormalig voetballer (middenvelder) die onder andere uitkwam voor AFC Ajax en het Nederlands elftal.

## Loopbaan

### Clubloopbaan
Schoenaker ging in 1973 van amateurclub vv Ede naar de professionals van FC Wageningen, dat in seizoen 1973/74 onder trainer Fritz Korbach via het winnen van de nacompetitie promoveerde naar de Eredivisie. In 1974 verkaste Schoenaker naar De Graafschap, eveneens uitkomend in de Eredivisie. In 1976 tekende hij een driejarig contract bij AFC Ajax, waar hij kwam te spelen onder trainer Tomislav Ivić. Schoenaker demonstreerde een tomeloze energie op het middenveld, een denderend loopvermogen, bracht als aanvallende middenvelder ook de kracht op om spelers van de tegenstander te "storen", soms ballen heroverend, had een hoog scorend vermogen en was een zeer sportieve speler.
Bij Ajax speelde Schoenaker achtereenvolgens onder trainers Ivić, Cor Brom, Leo Beenhakker, Kurt Linder en Aad de Mos. Hij werd tussen 1976 en 1985 zes keer landskampioen en haalde vijf maal de bekerfinale. In 1979 en 1983 won het team de beker. In seizoen 1979/1980 werd de halve finale van de Europacup I gehaald, waarin Ajax werd uitgeschakeld door Nottingham Forest. Van 1983 tot 1985 was Schoenaker aanvoerder van Ajax. Hij scoorde in totaal 86 doelpunten in 271 competitiewedstrijden voor de club.
Na negen seizoenen vertrok hij in de zomer van 1985 naar FC Twente, waar hij een driejarig contract tekende. Onder trainer Fritz Korbach, met wie hij eerder te maken had bij FC Wageningen, werd hij direct aanvoerder. Het werd een teleurstellend seizoen waarin Twente als veertiende eindigde in de Eredivisie en Schoenaker een anonieme rol vertolkte. Hij scoorde één doelpunt in 33 wedstrijden. Bij de start van het seizoen 1986/87 werd Schoenaker door de nieuwe technisch manager Kees Rijvers uit de hoofdselectie gehaald. Hij trainde mee met het reserve-elftal en vertrok in oktober 1986 naar eerstedivisionist Vitesse. In de strafschoppenserie in de achtste finale van KNVB Beker tegen BV De Graafschap op 11 maart 1987 benutte Schoenmaker de beslissende strafschop. In 1988 beëindigde hij zijn profloopbaan en meldde hij zich aan bij de amateurclub VV De Bataven. Later speelde hij voor de amateurs van Ajax en voor het oud-spelersteam Lucky Ajax.

### Nederlands elftal
Schoenaker maakte deel uit van de selectie van het Nederlands elftal tijdens het wereldkampioenschap voetbal 1978 in Argentinië. Met een invalbeurt tegen Oostenrijk (uitslag: 5-1) maakte hij tijdens dit toernooi zijn interlanddebuut. Van 1979 tot en met 1985 speelde hij nog eens twaalf interlands, waarin hij zes doelpunten maakte. In wedstrijden tegen Malta (1982) en Cyprus (1985) scoorde hij tweemaal. Het Europees kampioenschap voetbal 1980 miste hij door een blessure.
Ruim vierenveertig jaar lang was Schoenaker de eerste en enige (mannelijke) speler die op een wereldkampioenschap in het Nederlands elftal debuteerde. Pas op het wereldkampioenschap voetbal 2022 in Qatar kreeg hij een opvolger in doelman Andries Noppert.

### Latere loopbaan
Op 14 december 2010 werd Schoenaker gekozen in de ledenraad van Ajax. Dit gebeurde na een oproep van Johan Cruijff om meer oud-voetballers in de ledenraad te krijgen. Zijn werkzaamheden bij Ajax kregen in februari 2011 een vervolg toen hij samen met Cruijff zitting nam in een nieuw technisch platform van Ajax. Tot en met medio 2020 bleef Schoenaker zijn functie vervullen. Tijdens het 125-jarig bestaan van Ajax werd Schoenaker benoemd tot erelid.

## Statistieken

### Clubstatistieken
| Seizoen | Club          | Competitie     | Competitie | Competitie | Beker | Beker | Europees | Europees | Overig | Overig | Totaal | Totaal |
| Seizoen | Club          | Competitie     | Wed.       | Dlp.       | Wed.  | Dlp.  | Wed.     | Dlp.     | Wed.   | Dlp.   | Wed.   | Dlp.   |
| ------- | ------------- | -------------- | ---------- | ---------- | ----- | ----- | -------- | -------- | ------ | ------ | ------ | ------ |
| 1973/74 | FC Wageningen | Eerste divisie | 13         | 1          |       |       | –        | –        |        |        |        |        |
| 1974/75 | De Graafschap | Eredivisie     | 34         | 1          |       |       | –        | –        |        |        | 34     | 1      |
| 1975/76 | De Graafschap | Eredivisie     | 33         | 9          | 3     | 3     | –        | –        |        |        | 36     | 12     |
| 1976/77 | AFC Ajax      | Eredivisie     | 33         | 6          | 1     | 0     | 1        | 0        | –      | –      | 35     | 6      |
| 1977/78 | AFC Ajax      | Eredivisie     | 33         | 11         | 7     | 2     | 6        | 0        | –      | –      | 46     | 13     |
| 1978/79 | AFC Ajax      | Eredivisie     | 30         | 7          | 7     | 1     | 5        | 0        | –      | –      | 42     | 8      |
| 1979/80 | AFC Ajax      | Eredivisie     | 31         | 13         | 7     | 4     | 8        | 1        | –      | –      | 46     | 18     |
| 1980/81 | AFC Ajax      | Eredivisie     | 8          | 1          | 4     | 1     | 3        | 0        | –      | –      | 15     | 5      |
| 1981/82 | AFC Ajax      | Eredivisie     | 34         | 15         | 2     | 0     | 2        | 0        | –      | –      | 38     | 15     |
| 1982/83 | AFC Ajax      | Eredivisie     | 29         | 9          | 8     | 5     | 2        | 0        | –      | –      | 39     | 14     |
| 1983/84 | AFC Ajax      | Eredivisie     | 27         | 11         | 3     | 1     | 2        | 0        | –      | –      | 32     | 12     |
| 1984/85 | AFC Ajax      | Eredivisie     | 33         | 9          | 4     | 1     | 4        | 1        | –      | –      | 41     | 11     |
| 1985/86 | FC Twente     | Eredivisie     | 33         | 1          |       |       | –        | –        | –      | –      |        |        |
| 1986/87 | FC Twente     | Eredivisie     | 0          | 0          | 0     | 0     | –        | –        | 0      | 0      | 0      | 0      |
| 1986/87 | Vitesse       | Eerste divisie |            |            |       |       | –        | –        |        |        |        |        |
| 1987/88 | Vitesse       | Eerste divisie |            |            |       |       | –        | –        |        |        |        |        |
| Totaal  |               |                |            |            |       |       |          |          |        |        |        |        |

### Erelijst
FC Wageningen
- Nacompetitie Eerste divisie: 1973/74

 Ajax
- Landskampioen: 1976/77, 1978/79, 1979/80, 1981/82, 1982/83, 1984/85
- KNVB Beker: 1978/79, 1982/83

## Privéleven
Dochter Jacky Schoenaker (1988) speelde als hockeyster voor de nationale ploeg.